# 304 г. пр.н.е.
304 (триста и четвърта) година преди новата ера (пр.н.е.) е година от доюлианския (Помпилийски) римски календар.

## Събития

### В Гърция
- Деметрий I Полиоркет е принуден да вдигне дългата обсада на Родос след като среща ожесточена съпротива от страна на местното население, което също е непрекъснато снабдявано с храна от Птолемей I. Антигонидите признават свободата на родосците, срещу което те се съгласяват на съюз под условието той никога да не бъде използван срещу Птолемей.[1]

### В Сицилия
- Подобно на и подражавайки на диадохите, Агатокъл се провъзгласява за василевс в Сицилия.[2]

### В Римската република
- Консули са Публий Семпроний Соф и Публий Сулпиций Саверион.
- Самнитите изпращат пратеници да преговарят за мир. Те пристигат при консула Семпроний, който води армия в Самниум, за да се увери, че всичко е спокойно и изпраща благоприятен доклад до Сената, което довежда до края на Втората самнитска война и възстановяване на стария договор (от 354/341 г. пр.н.е.) между двете страни.[3]
- Двамата консули са изпратени да накажат племето екви. Те разоряват тяхната земя и завладяват 31 населени места.[3]
- Синът на освободен роб и поддръжник на Апий Клавдий Цек, Гней Флавий става курулен едил. Той публикува отчет и обяснение на законовата процедура legis actiones (легисакция), която дотогава не е достъпна за гражданите; поставя на форума официален календар, който отбелязва точно т. нар.(dies fasti), в които е разрешена обществената работа и освещава бронзовo светилище на богинята Конкордия на мястото, където по-късно е издигнат известния неин храм.[3][4]
- Освещаването на светилището става повод да бъде приет закон забраняващ извършването на подобни действия без изричното разрешение на Сената или на мнозинството от народните трибуни.[3][5]
- Цензорите Квинт Фабий Максим Рулиан и Публий Деций Муз отменят реорганизацията на трибите прокарана от Апий Клавдий като ограничават отново тази част от обществото известна като humiles (бедните граждани и либертините т.е. освободените роби) до четирите градски триби (Субурана, Палатина, Есквилина и Колина).[3][5]